# Блідарі (Бакеу)
Блідарі (рум. Blidari) — село у повіті Бакеу в Румунії. Входить до складу комуни Кеюць.
Село розташоване на відстані 201 км на північ від Бухареста, 46 км на південь від Бакеу, 122 км на південний захід від Ясс, 118 км на північний захід від Галаца, 115 км на північний схід від Брашова.

## Населення
За даними перепису населення 2002 року у селі проживали 788 осіб, усі — румуни. Усі жителі села рідною мовою назвали румунську.